# Charaxes ansorgei
Charaxes ansorgei är en fjärilsart som beskrevs av Rothschild 1897. Charaxes ansorgei ingår i släktet Charaxes och familjen praktfjärilar. Inga underarter finns listade i Catalogue of Life.

## Bildgalleri

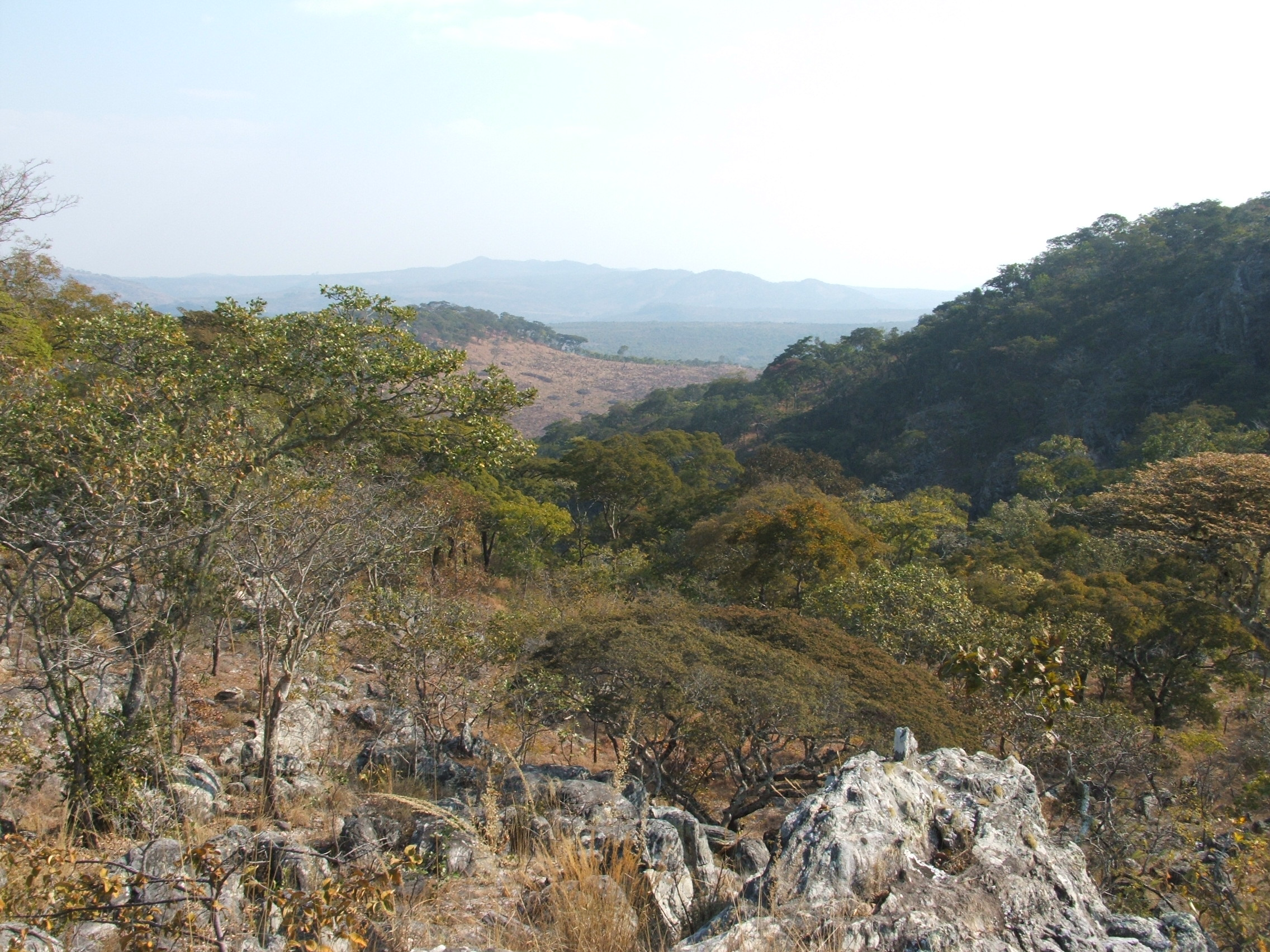